# Guitar (Musikprojekt)
Guitar ist ein Musikprojekt von Michael Lückner (auch bekannt als Digital Jockey und Mitglied der Gruppe Computerjockeys), das 2002 ins Leben gerufen wurde. Die Grundidee ist es, neue und einzigartige gitarrenbasierte Songs und Sounds zu entwickeln. Ayako Akashiba gilt als zweites Mitglied des Projekts und wird als Sängerin und Co-Songwriterin der meisten Alben genannt.

## Bandgeschichte
Michael Lückner studierte Philosophie, Ästhetik und Sozialpsychologie an der Ruhr-Universität Bochum. Zusammen mit Wolfgang Hagedorn gründete er die Gruppe Computerjockeys, die 1999 ihr erstes Album veröffentlichten und daraufhin von MTV beauftragt wurden, die Titelsongs und Soundtracks für die Serien Golden Boy und Lupin III zu produzieren. 2001 folgte ihr zweites Album Plankton.
Unter dem Pseudonym Digital Jockey veröffentlichte Lückner im Jahr 2000 sein erstes Solo-Album 8 Studies in Dub. Es folgten die Alben Paradies und Fragment (2002) und Codeine Dub (2006). 2002 erschien das erste Guitar-Album Sunkissed. Während sich dieses noch primär Gitarrenklängen widmete, erweiterte Lückner das Konzept ab dem zweiten Album Honeysky (2004), indem er nun auch andere Saiteninstrumente mit einbezog.
Charakteristisch für Michael Lückners Produktionen sind der Einsatz asiatischer Elemente und eine experimentelle Arbeitsweise. Er bedient sich vor allem elektronischer Klänge und Samples.
Als weitere Mitglieder sind auf der Myspace-Seite von Guitar unter anderem Peter Marchese und Henning Neuser (Voyager One) gelistet.

## Diskografie
Alben
- 2002: Sunkissed (Morr Music)
- 2004: Honeysky (Third Ear)
- 2006: Saltykisses (Third Ear)
- 2006: Tokyo (Onitor)
- 2007: Dealin with Signal and Noise (Onitor)
- 2009: Friends (And Records)
- 2011: It’s Sweet to Do Nothing! (Claire Records, Tonevendor)
- 2014: The House of the Hapless Hearts (Bandcamp)